# Tafamidis
Tafamidis es un medicamento que se emplea para el tratamiento de la amiloidosis causada por transtiretina (enfermedad de Andrade). Su mecanismo de acción se basa en una acción estabilizadora de la transtiretina, lo que impide la formación de la sustancia amiloide. Las amiloidosis de tipo transtiretina son enfermedades provocadas por mutaciones en el gen que codifica esta proteína. Estas mutaciones hacen que la proteína transteritina sea inestable y se desestabilice su estructura normal de tetrámero, de tal forma que se disocia en los monómeros que la forman, los cuales se acumulan en forma de fibrillas amiloides en el espacio extracelular de diferentes tejidos y provocan los síntomas característicos de la enfermedad. 

## Historia
Fue aprobado por la Agencia Europea de Medicamentos en 2011. Inicialmente fue rechazado por la Administración de Alimentos y Medicamentos de Estados Unidos (FDA) en 2012 y finalmente aprobado por esta agencia en 2019.
 En Japón fue aprobado en el año 2013.

## Mecanismo de acción
Se adhiere a la transteritina y actúa como estabilizador, evitando que esta proteína se disgregue. Interrumpe por tanto la formación de la sustancia amiloide y frena el progreso de la enfermedad. 

## Efectos secundarios
Los principales efectos secundarios observados han sido: infección urinaria, infección vaginal, diarrea, dolor en las extremidades y dolor en la parte superior del abdomen.